# Vallassinese
L'Associazione Sportiva Dilettantistica Vallassinese, meglio nota come Vallassinese o Vallassinese Holcim negli anni della Serie A, è stata una società di calcio femminile italiana con sede nella città di Asso, in provincia di Como. Ha militato per due stagioni consecutive (2003-2004 e 2004-2005) in Serie A, la massima divisione del campionato italiano femminile di calcio.

## Storia
Il club venne fondato nel 1991 come Società Sportiva Vallassinese e nei primi tre anni partecipò ai campionati C.S.I. provinciali. Nel 1994 il club si iscrisse alla FIGC e al campionato di Serie Provinciale, venendo promosso nella Serie Regionale Lombardia al termine della stagione 1994-1995. Dopo essersi sempre classificato nei primi tre posti, vinse il campionato di Serie C nella stagione 1998-1999, venendo promosso nella Serie B, seconda serie nazionale. Il secondo posto conquistato al termine della stagione 2001-2002 consentì al club di essere ammesso alla neonata Serie A2, che avrebbe costituito il secondo livello del campionato italiano femminile di calcio. La prima edizione della Serie A2 si concluse con la S.S. Vallassinese vincitrice del campionato e promossa in Serie A assieme alla Reggiana.
Nel 2003, prima dell'avvio della nuova stagione, la società cambiò denominazione in Società Sportiva Vallassinese Holcim, accogliendo la sponsorizzazione della società Holcim Cementi. Il primo campionato in Serie A si concluse con un nono posto, con otto punti di vantaggio sulla zona retrocessione e con il mantenimento della categoria, nonché col raggiungimento del quinto turno in Coppa Italia. Nella stagione successiva la squadra non riuscì a ripetere le prestazioni offerte l'anno prima, concludendo il campionato all'undicesimo e penultimo posto con la conseguente retrocessione in Serie A2.
Nell'estate 2005, a causa di problemi economici, il club fece richiesta e ottenne dalla FIGC l'autorizzazione a partecipare al campionato di Serie D, invece che a quello di Serie A2, mantenendo l'anzianità di affiliazione e il numero di matricola. Nel 2006 vinse il suo raggruppamento in Serie D Lombardia, venendo promosso in Serie C. Nell'estate 2006 il club cambiò denominazione in Associazione Sportiva Dilettantistica Vallassinese. Al termine della stagione 2007-2008 concluse il girone lombardo della Serie C al quattordicesimo posto e venne retrocesso in Serie D. Alla fine della stagione 2008-2009 arrivò la cessazione dell'attività.